# Ministerio del Trabajo (Ecuador)
El Ministerio de Trabajo del Ecuador es el ente rector de las políticas laborales del Ecuador. En la actualidad es liderado por Ivonne Núñez

## Misión y Visión
Somos la Institución rectora de políticas públicas de trabajo, empleo y del talento humano servicio público, que regula y controla el cumplimiento a las obligaciones laborales mediante la ejecución de procesos eficaces, eficientes, transparentes y democráticos enmarcados en modelos de gestión integral, para conseguir un sistema de trabajo digno, de calidad y solidario para tender hacia la justicia social en igualdad de oportunidades.

## Hitos del Ministerio del Trabajo

### Ruta de la Empleabilidad
Para generar convenios con el sector empleador privado, el Ministerio del Trabajo lidera el proyecto “Ruta de la Empleabilidad”, que ha visitado a 44 empresas en las provincias de Guayas, Cotopaxi, Imbabura, Manabí, Loja, Azuay, Chimborazo, Tungurahua y el Oro. ·Con la aplicación de la Ley Orgánica de Eficiencia Económica y Generación de Empleo en diciembre de 2023, dirigida principalmente a los jóvenes comprendidos entre los 18 a 29 años, en la actualidad se registran más de 330 mil nuevos contratos laborales legales, dignos, en igualdad de oportunidades y transparentes a los que accedieron los jóvenes. 